# Liste der Gerichte im Elsass 1940–1944
Diese Liste stellt die deutschen Gerichte im besetzten und de facto annektierten Elsass 1940 bis 1944 dar.

## Allgemeines
Mit der Reannexion Elsass-Lothringens durch Frankreich nach dem Ersten Weltkrieg wurde wieder die französische Gerichtsorganisation eingeführt. Nach Ausbruch des Zweiten Weltkriegs wurde das Elsass zurückerobert und de facto als Teil des deutschen Reiches behandelt. Sie wurden aber nicht offiziell annektiert und gehörten deswegen formal nicht zum Reich. Die Gerichtsstruktur aus dem Reichsland Elsaß-Lothringen (siehe hierzu Liste der Gerichte im Reichsland Elsaß-Lothringen) wurde weitgehend wiederhergestellt.
Das Oberlandesgericht Colmar trug nun den Namen Oberlandesgericht Kolmar. Die bestehenden Arrondissementsgerichte wurden aufgehoben und vier Landgerichte als Gerichte zweiter Instanz eingerichtet. Die Amtsgerichte im Bezirk des Landesgerichtes Kolmar entsprachen exakt dem Stand von 1918. Lediglich das Amtsgericht Colmar war zum Amtsgericht Kolmar und das Amtsgericht Neu-Breisach zum Amtsgericht Neubreisach geworden. Im Bezirk des Landesgerichtes Metz war das Amtsgericht Ars a. M. ausgegliedert worden. Der Bezirk des Landgerichtes Mülhausen war unverändert wiederhergestellt worden. Aus dem Bezirk des Landgerichtes Saargemünd war das Amtsgericht Drullingen aus und in den des Landgerichtes Zabern eingegliedert worden. Im Bereich des Landgerichtes Zabern war das Amtsgericht Saar-Buckenheim neu eingerichtet worden. Die Amtsgerichte Finstingen, Lörchingen, Pfalzburg, Saarburg und Schirmeck waren ausgegliedert worden.

## Liste der Amtsgerichte
| Amtsgericht                   | Sitz              | Landgericht           |
| ----------------------------- | ----------------- | --------------------- |
| Amtsgericht Barr              | Barr              | Landgericht Kolmar    |
| Amtsgericht Ensisheim         | Ensisheim         | Landgericht Kolmar    |
| Amtsgericht Kolmar            | Kolmar            | Landgericht Kolmar    |
| Amtsgericht Gebweiler         | Gebweiler         | Landgericht Kolmar    |
| Amtsgericht Kaysersberg       | Kaysersberg       | Landgericht Kolmar    |
| Amtsgericht Markirch          | Markirch          | Landgericht Kolmar    |
| Amtsgericht Markolsheim       | Markolsheim       | Landgericht Kolmar    |
| Amtsgericht Münster im Elsass | Münster im Elsass | Landgericht Kolmar    |
| Amtsgericht Neubreisach       | Neubreisach       | Landgericht Kolmar    |
| Amtsgericht Rappoltsweiler    | Rappoltsweiler    | Landgericht Kolmar    |
| Amtsgericht Rufach            | Rufach            | Landgericht Kolmar    |
| Amtsgericht Schlettstadt      | Schlettstadt      | Landgericht Kolmar    |
| Amtsgericht Schnierlach       | Schnierlach       | Landgericht Kolmar    |
| Amtsgericht Sulz im Oberelsaß | Sulz im Oberelsaß | Landgericht Kolmar    |
| Amtsgericht Weiler            | Weiler            | Landgericht Kolmar    |
| Amtsgericht Altkirch          | Altkirch          | Landgericht Mülhausen |
| Amtsgericht Dammerkirch       | Dammerkirch       | Landgericht Mülhausen |
| Amtsgericht Hirsingen         | Hirsingen         | Landgericht Mülhausen |
| Amtsgericht Hüningen          | Hüningen          | Landgericht Mülhausen |
| Amtsgericht Masmünster        | Masmünster        | Landgericht Mülhausen |
| Amtsgericht Mülhausen         | Mülhausen         | Landgericht Mülhausen |
| Amtsgericht Pfirt             | Pfirt             | Landgericht Mülhausen |
| Amtsgericht Sankt Amarin      | Sankt Amarin      | Landgericht Mülhausen |
| Amtsgericht Sennheim          | Sennheim          | Landgericht Mülhausen |
| Amtsgericht Sierenz           | Sierenz           | Landgericht Mülhausen |
| Amtsgericht Thann             | Thann             | Landgericht Mülhausen |
| Amtsgericht Benfeld           | Benfeld           | Landgericht Straßburg |
| Amtsgericht Bischweiler       | Bischweiler       | Landgericht Straßburg |
| Amtsgericht Brumath           | Brumath           | Landgericht Straßburg |
| Amtsgericht Erstein           | Erstein           | Landgericht Straßburg |
| Amtsgericht Hagenau           | Hagenau           | Landgericht Straßburg |
| Amtsgericht Hochfelden        | Hochfelden        | Landgericht Straßburg |
| Amtsgericht Illkirch          | Illkirch          | Landgericht Straßburg |
| Amtsgericht Lauterburg        | Lauterburg        | Landgericht Straßburg |
| Amtsgericht Niederbronn       | Niederbronn       | Landgericht Straßburg |
| Amtsgericht Schiltigheim      | Schiltigheim      | Landgericht Straßburg |
| Amtsgericht Straßburg         | Straßburg         | Landgericht Straßburg |
| Amtsgericht Sulz u. W.        | Sulz unterm Wald  | Landgericht Straßburg |
| Amtsgericht Truchtersheim     | Truchtersheim     | Landgericht Straßburg |
| Amtsgericht Weißenburg        | Weißenburg        | Landgericht Straßburg |
| Amtsgericht Wörth             | Wörth             | Landgericht Straßburg |
| Amtsgericht Buchsweiler       | Buchsweiler       | Landgericht Zabern    |
| Amtsgericht Drulingen         | Drulingen         | Landgericht Zabern    |
| Amtsgericht Lützelstein       | Lützelstein       | Landgericht Zabern    |
| Amtsgericht Molsheim          | Molsheim          | Landgericht Zabern    |
| Amtsgericht Oberehnheim       | Oberehnheim       | Landgericht Zabern    |
| Amtsgericht Rosheim           | Rosheim           | Landgericht Zabern    |
| Amtsgericht Saar-Buckenheim   | Saar-Buckenheim   | Landgericht Zabern    |
| Amtsgericht Wasselnheim       | Wasselnheim       | Landgericht Zabern    |
| Amtsgericht Zabern            | Zabern            | Landgericht Zabern    |